# Lưu Trùng Dương
Lưu Trùng Dương (tên thật là Lưu Quang Luỹ; 1930 – 2014). là nhà thơ, nhà văn Việt Nam, được tặng Giải thưởng Nhà nước về Văn học Nghệ thuật năm 2012.  

## Tiểu sử
Lưu Trùng Dương tên thật là Lưu Quang Luỹ (bút danh Trần Hướng Dương, Trần Thế Sự, Lưu Ly), sinh ngày 05 tháng 05 năm 1930 tại phường Hoà Thuận, quận Hải Châu, Thành phố Đà Nẵng.
Lưu Trùng Dương tham gia cách mạng từ rất sớm, vào bộ đội đi chiến đấu ở vùng khu V và Tây Nguyên trong cả hai cuộc kháng chiến chống Pháp và chống Mỹ. Ông đã trải qua các công tác: phóng viên mặt trận báo Vệ quốc quân Liên khu V, Thư ký toà soạn báo Quân đội nhân dân Liên khu V, Phó trưởng tiểu ban Văn nghệ Quân đội Liên khu V, biên tập viên tạp chí Văn nghệ quân đội, Trưởng đoàn Nghệ thuật Quân tình nguyện Việt Nam ở Lào, Phó trưởng phòng Phát thanh Quân Giải phóng miền Nam. Phó trưởng tiểu ban Văn nghệ miền Nam Trung bộ, Ủy viên thường vụ Hội Văn nghệ Giải phóng miền Nam Trung Bộ, Phó chủ tịch thường trực, Bí thư Đảng đoàn Hội Văn nghệ Quảng Nam – Đà Nẵng, Tổng thư ký Hội Văn nghệ Thành phố Đà Nẵng.
Ông là đảng viên Đảng Cộng sản Việt Nam; hội viên sáng lập Hội Nhà văn Việt Nam từ năm 1957.
Ông qua đời tại nhà riêng tại Thành phố Hồ Chí Minh ngày 09 tháng 10 năm 2014.   

## Sự nghiệp
Lưu Trùng Dương sáng tác văn học ở nhiều thể loại: thơ, trường ca, kịch thơ, văn xuôi, kịch bản phim. Về thơ, ông đã xuất bản 19 tập trong đó có  9 tập thơ, 4 truyện thơ, 5 trường ca và 1 tuyển tập thơ; về văn xuôi, ông có 14 tập gồm 1 tập truyện ngắn, 5 tập ghi chép, bút ký, 2 truyện kể và 6 tiểu thuyết, truyện vừa; về kịch bản sân khấu, ông có 6 tác phẩm gồm kịch thơ, kịch nói, kịch dân ca và 3 kịch bản phim tài liệu, phim hoạt hình, phim truyện.
Các tập thơ “Tập thơ của người lính” (1949), “Những người đáng yêu nhất” (1960), “Nỗi nhớ màu xanh” (1975), “Trên đỉnh Núi Thành ta hát” (1979), “Thơ tặng anh bộ đội Cụ Hồ” (1990)” và các tiểu thuyết “Họ đi tìm thiên đường” (1988), “Người báo thù đáng yêu” (2008)... đã ghi dấu ấn trong lòng bạn đọc qua mỗi thời kỳ chiến tranh giữ nước và xây dựng đất nước.
Thơ của ông đã được đưa vào sách giáo khoa giảng dạy. Từ những năm 1950, bài thơ “Thương nhất anh nuôi” được đưa vào giảng dạy ở bậc Trung học do Sở Giáo dục Nam Trung bộ ấn hành và cố Giáo sư Huỳnh Lý biên soạn; bài thơ “Ngày về” được giảng dạy ở Trường chuyên Lê Khiết (Quảng Ngãi); bài “Đáng sống bao nhiêu một ngày vì cách mạng” ở sách giáo khoa lớp 7/10; bài “Giữa quê hương Bác” giảng dạy tại Trường Đại học Vinh... Ngoài ra còn có 2 bài bút ký được đưa vào sách giáo khoa bậc tiểu học, đó là: “Cây cột cờ Hiền Lương” và “Người Công an giới tuyến”.
nhà thơ, nhà văn Lưu Trùng Dương, 
Trong quá trình hoạt động nghệ thuật của mình, Lưu Trùng Dương đã đạt được nhiều giải thưởng văn học có giá trị, có thể kể một số giải thưởng vinh dự như: Giải thưởng loại A cuộc thi thơ “Tự túc”, trao cho bài thơ “Bài ca tự túc” năm 1948; Giải thưởng Phạm Văn Đồng lần thứ nhất (1950-1951) trao cho tập “Tập thơ người lính” năm 1951; Hai giải thưởng loại A của Uỷ ban Nhân dân tỉnh Quảng Nam – Đà Nẵng trao cho các sáng tác trong thời kỳ 1945-1975 và thời kỳ xây dựng hoà bình 1975-1985...; Giải thưởng Ủy ban Toàn quốc Liên hiệp các Hội Văn học Nghệ thuật Việt Nam năm 2001 (tập thơ Bài ca người Đà Nẵng)…
Ông được Nhà nước tặng thưởng: Huân chương Kháng chiến chống Mỹ hạng I; Huân chương Chiến thắng hạng 2 và 3, Huân chương Chiến sĩ vẻ vang hạng 1, 2, 3; Huy chương Quyết thắng của quân Tình nguyện Việt Nam ở Lào.
| “                                                                             | Một đặc điểm nổi bật là bất kỳ nói cái gì, ta cũng thấy thơ anh toát ra một sức trẻ trung, chứng tỏ một tấm lòng thiết tha với chế độ, với cuộc sống hiện tại… không thể không công nhận một ưu điểm rõ rệt nơi anh là nhiệt tình cách mạng, anh làm thơ vì cách mạng và nhờ có cách mạng anh mới thành nhà thơ.’’ | ” |
| — nhà thơ Tế Hanh - người được Giải thưởng Hồ Chí Minh về Văn học Nghệ thuật. | |   |

Năm 2012, ông được tặng Giải thưởng Nhà nước về Văn học Nghệ thuật với cụm tác phẩm: Tuyển tập thơ Lưu Trùng Dương (thơ - trường ca - truyện thơ - kịch thơ); Sống vì lý tưởng (ký sự).

## Tác phẩm chính

### Thơ
- Tập thơ của người lính (Thơ, 1949)
- Trận Kông-plông (Trường ca, 1951).
- Chiến sĩ dân công Nguyễn Thị Cam (Truyện thơ, 1953)
- Những người đáng yêu nhất (Thơ, 1960)
- Trong nhà tù lớn (Truyện thơ, 1963)
- Tình nguyện (Thơ, 1963)
- Sóng cát (Trường ca, 1965)
- Những người đẹp nhất (Trường ca, 1970)
- Như hòn Non Nước (Truyện thơ, 1971)
- Người con gái Rạch Gầm (Truyện thơ, 1972)
- Nỗi nhớ màu xanh (Thơ, 1975)
- Trên đỉnh Núi Thành ta hát (Thơ, 1983)
- Bản trường ca bốn mươi năm (Trường ca, 1985)
- Chặng đường mới (Trường ca, 1985)
- Bài thơ tình về chim hải âu (Thơ, 1988)
- Thơ tặng anh bộ đội Cụ Hồ (Thơ, 1990, 1994, 2003)
- Bài ca người Đà Nẵng (Thơ, 2000)
- Tuyển tập thơ Lưu Trùng Dương (2001)
- Thơ với tuổi thơ (2003)

### Văn xuôi
- Kể chuyện bộ đội Liên khu 5 (Ghi chép, cùng viết với Nguyên Ngọc, 1954)
- Phụ nữ miền Nam bất khuất (Truyện kể, 1964)
- Kể chuyện giới tuyến (Ký sự, 1960)
- Dẫn đầu cả trăm người cùng xốc tới (Bút ký, 1971)
- Anh em sinh ba (Truyện cổ, 1975)
- Rừng cây kỳ diệu (Truyện ngắn, 1980)
- Họ đi tìm thiên đường (Tiểu thuyết, 1988, 2003)
- Con đường sắt vô hình (Tiểu thuyết, 2001)
- Bà chánh án mồ côi (Truyện vừa, 2003)
- Huyền thoại ở Đăk Xing (Truyện vừa, 2003)
- Chết rồi lại sống (Tiểu thuyết, 2003)
- Sống vì lý tưởng (Ký sự, 2003)
- Lưu Trùng Dương (Truyện, ký, tùy bút, 2006)
- Người báo thù đáng yêu (Tiểu thuyết, 2008)
- Những linh hồn sống và chất độc da cam (Tiểu thuyết)

### Kịch
- Người mất màu da (Kịch nói, 1951)
- Muối của Bok Hồ (Kịch dân ca, 1963)
- Bài ca người chiến thắng (Kịch thơ, 1966)
- Những bông hoa thắm đỏ mùa xuân (Kịch thơ, 1967)
- Dưới chân cột cờ thành Huế (Kịch thơ, 1968)
- Trên bờ sông Sài Gòn (Kịch thơ, 1969)

### Phim
- Vài hình ảnh lực lượng vũ trang nhân dân Lào (Phim tài liệu, 1966)
- Chuyện hai người học trò (Phim hoạt hình, 1980)
- Rừng dương vô tận (Phim truyện, 1981)

Nguồn: 

## Vinh danh
- Giải thưởng Nhà nước về Văn học Nghệ thuật năm 2012.
- Huy hiệu 55 năm tuổi Đảng.
- Có một con đường mang tên Lưu Trùng Dương tại phường Hòa Quý, quận Ngũ Hành Sơn, thành phố Đà Nẵng.[8]

### Giải thưởng văn học[1]
- Giải thưởng loại A cuộc thi thơ miền Nam Trung bộ 1948 với Bài ca tự túc.
- Giải thưởng văn học Phạm Văn Đồng, miền Nam Trung bộ 1950-1951 với Tập thơ của người lính.
- Giải thưởng văn học loại A tỉnh Quảng Nam – Đà Nẵng (30 năm kháng chiến, 1945-1975).
- Giải thưởng văn học loại A tỉnh Quảng Nam – Đà Nẵng (10 năm xây dựng hoà bình, 1975-1985).
- Tặng thưởng của Bộ Nội vụ (Bộ Công an), 1985.
- Giải thưởng của Thành phố Đà Nẵng (1998-2000) với tiểu thuyết Con đường sắt vô hình, truyện phim Ba anh em khác màu da.
- Giải thưởng Uỷ ban toàn quốc Liên hiệp các Hội Văn học Nghệ thuật Việt Nam (2001) với tập thơ Bài ca người Đà Nẵng.
- Tặng thưởng của Bộ Quốc phòng (2004-2009).

## Gia đình
Ông là em trai của nhà thơ, nhà viết kịch Lưu Quang Thuận và chú ruột của nhà thơ, nhà viết kịch Lưu Quang Vũ.